# Buurbestuiving
Bij buurbestuiving (geitonogamie) komt het stuifmeel op een andere bloem die op dezelfde plant zit, hetgeen resulteert in zelfbestuiving. De vruchtzetting bij deze vorm van bestuiving wordt geitonocarpie genoemd. De term geitonogamie werd voor het eerst gebruikt in 1876 door Anton Kerner von Marilaun. De term is afgeleid van het Griekse geiton = „buur“ en gamein = „trouwen“.
Buurbestuiving treedt bijvoorbeeld op bij het koninginnekruid als bestuiving door insecten uitblijft. De stijlen groeien aan het eind van de bloei dan zo ver uit de bloem dat ze de meeldraden van de ernaast staande bloemen raken. Interne buurbestuiving treedt op bij de volgende soorten van het geslacht sterrenkroos: klein sterrenkroos (Callitriche palustris), Callitriche heterophylla, Callitriche heteropoda, Callitriche lechleri, Callitriche nubigena, Callitriche rimosa en Callitriche trochlearis. Hierbij groeit de pollenbuis van het stuifmeel van de mannelijke bloem door vegetatief weefsel naar de stamper van de vrouwelijke bloem.